# Лів та Лівтрасір
Лів та Лівтрасір (давньосканд. Lif, LifÞrasir — «Життя» та «Сповнений життям») — в скандинавській міфології людська пара, жінка та чоловік.
Під час загибелі світу, коли вовк Фенрір проковтне сонце, зануривши світ у пітьму, а море вийде з берегів, Лів та Лівтрасір заховаються в лісі Годміміра, харчуючись росою, та стануть прабатьками нового покоління людей.